# Thủy điện Đồng Nai 3

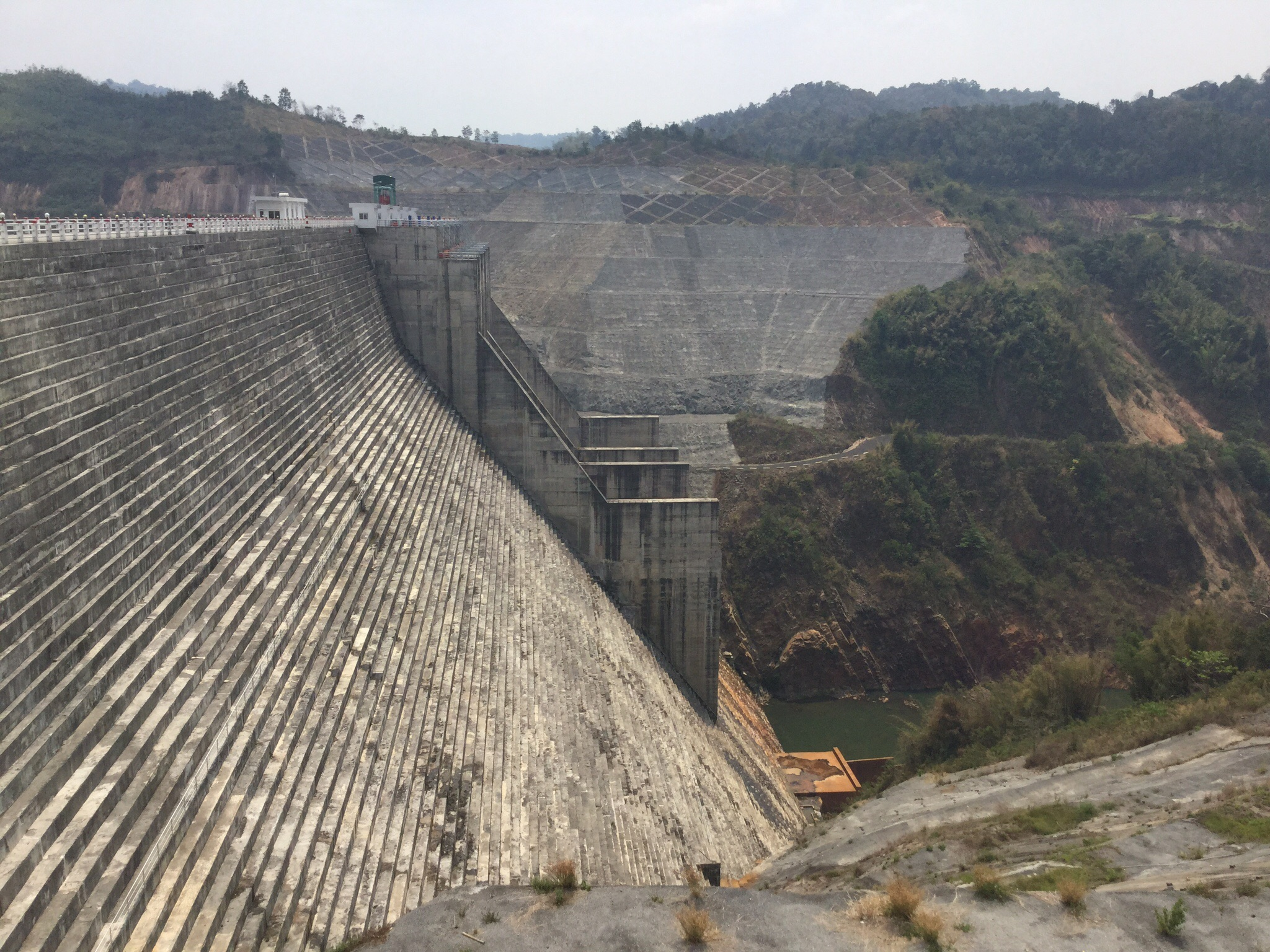
Đập thủy điện Đồng Nai 3

Thủy điện Đồng Nai 3 là công trình thủy điện xây dựng trên sông Đồng Nai (hay sông Đa Dâng), tại vùng đất xã Đắk Som huyện Đắk Glong tỉnh Đắk Nông và xã Lộc Lâm huyện Bảo Lâm, tỉnh Lâm Đồng, Việt Nam. Đó là bậc thang thủy điện thứ 4 tính từ thượng nguồn sông Đồng Nai, sau các thủy điện Đa Nhim (Đơn Dương), Đại Ninh, Đồng Nai 2 
Thủy điện Đồng Nai 3 có công suất 180 MW với 2 tổ máy, khởi công tháng 12/2004, hoàn thành tháng 2/2012 .

## Hồ chứa nước
Đập thủy điện Đồng Nai 3 tạo ra hồ chứa nước diện tích khá lớn, trên vùng đất 5 xã: xã Lộc Lâm huyện Bảo Lâm, xã Đinh Trang Thượng huyện Di Linh, xã Tân Thành huyện Lâm Hà tỉnh Lâm Đồng, xã Đăk Som huyện Đăk Glong và xã Đắk Nia thành phố Gia Nghĩa tỉnh Đắk Nông.
Hồ có diện tích lưu vực 2.441 km², mực nước dâng bình thường (MNDBT) + 590 m, dung tích ứng với MNDBT 1.612 triệu m³ và dung tích hữu ích 903,14 triệu m³ .

## Các vấn đề liên quan
Giải phóng mặt bằng, tái định cư, bồi thường,... là những vấn đề cố hữu khi xây dựng thủy điện, dẫn đến tranh chấp triền miên, tồn tại đến nay (2016) .
Mặt khác việc xây dựng thủy điện Đồng Nai 3 và Đồng Nai 4 đã gây nhiều hệ lụy đối với môi trường - xã hội, tác động xấu đến hệ thống lưu vực sông Đồng Nai. Diện tích ngập và phá rừng lớn. Đập chính của Nhà máy Thủy điện Đồng Nai 3 chắn ngang sông Đồng Nai, nước từ dòng sông này được dẫn bằng đường hầm về nhà máy nằm ở xã Lộc Bảo phát điện rồi mới được trả lại dòng sông cách vị trí ban đầu khoảng 14 km, dẫn đến đoạn sông dài không có nước .